# John Joseph Hennessy
John Joseph Hennessy (* 19. Juli 1847 in Cloyne, County Cork, Irland; † 13. Juli 1920 in Wichita, Kansas, USA) war Bischof von Wichita.

## Leben
John Joseph Hennessy besuchte bis 1862 das Christian Brothers College. Hennessy studierte Philosophie am St. Vincent College und Katholische Theologie am St. Francis Seminary in Milwaukee. Er empfing am 28. November 1869 das Sakrament der Priesterweihe.
Am 28. August 1888 ernannte ihn Papst Leo XIII. zum Bischof von Wichita. Der Erzbischof von Saint Louis, Peter Richard Kenrick, spendete ihm am 30. November desselben Jahres die Bischofsweihe; Mitkonsekratoren waren der Bischof von Dubuque, John Hennessy, und der Bischof von Leavenworth, Louis Mary Fink OSB. Von 1891 bis Mai 1898 war John Joseph Hennessy zudem Apostolischer Administrator des Bistums Concordia.
1898 berief John Joseph Hennessy die erste Diözesansynode des Bistums Wichita ein.